# Surf Music
Surf Music (eerder Aquachute en Niagara Falls) is een waterglijbaan met rubberbootjes van het type Hara Kiri Raft Slide in het Franse attractiepark Walibi Rhône-Alpes. Het is een standaardmodel met vier glijbanen, zonder rolband.

## Geschiedenis
De attractie werd in 1992 gebouwd in Flevohof (nu Walibi Holland) door Van Egdom. Daar stond ze tot in 1999. Six Flags, de toenmalige eigenaar van de Walibi-parken, besloot de attractie tegen het seizoen van 2000 te verplaatsen naar Walibi Rhône-Alpes, omdat men vond dat Walibi Holland, toen Walibi Flevo / Six Flags Holland geheten, met een dergelijke attractie zich niet kon onderscheiden van andere attractieparken. De attractie is tot op heden nog steeds geopend in Walibi Rhône-Alpes.